# Mormopterus minutus
Mormopterus minutus is een zoogdier uit de familie van de bulvleermuizen (Molossidae). De wetenschappelijke naam van de soort werd voor het eerst geldig gepubliceerd door Miller in 1899.

## Voorkomen
De soort komt voor in Cuba.